# Electronic Transactions on Numerical Analysis
Electronic Transactions on Numerical Analysis  est une revue scientifique à comité de lecture en  libre accès (édition scientifique)  qui publie des articles de recherche en mathématiques appliquées avec une prépondérance en analyse numérique et sciences numériques.

## Description
La revue est publiée par l'Université d'État de Kent et le Johann Radon Institute for Computational and 
Applied Mathematics (RICAM). Les articles sont publiés sous forme électronique sur le site de journal.  La revue est l'une des plus anciennes revues scientifiques en libre accès (édition scientifique) en 
mathématiques.
Les Electronic Transactions on Numerical Analysis ont été créées en 1992 par Richard S. Varga, Arden Ruttan et Lothar Reichel, de  l'Université d'État de Kent, comme journal en libre accès. Le premier numéro date de septembre 1993. Les rédacteurs en chef successifs ont été et sont Richard S. Varga (1993-2008), Arden Ruttan (1993–1998), Daniel Szyld (2005–2013), et Lothar Reichel (depuis 1993) et Ronny Ramlau (depuis 2010).
Les articles publiés relèvent majoritairement de l'analyse numérique, on trouve aussi des articles sur les équations aux dérivées partielles, l'algèbre linéaire et multilinéaire, l'approximation et le développement de fonctions, et des fonctions spéciales. Les articles sont rendus publiquement accessibles au fur et à mesure de leur acceptation, et insérés dans le volume annuel en cours.
Depuis sa création, le journal applique le libre accès presque en formule diamant : la publication et la consultation sont gratuites, mais les auteurs transfèrent le copyright des articles aux éditeurs. Le frais sont supportés par les institutions et de donations ; le processus d'édition est réalisé par des volontaires de la communauté scientifique.

## Résumés et indexation
La revue est indexée et des résumés sont publiés dans les bases suivantes : 
Science Citation Index Expanded,
Mathematical Reviews, 
and Zentralblatt MATH. 
D'après le Journal Citation Reports, 
la revue a en 2015 un facteur d'impact de 
0,671. Le facteur d'impact en 2017 est 1,138.